# Romeral (vulkaan)
De Romeral is de noordelijkste holocene vulkaan van het vasteland van Zuid-Amerika en is gelegen in het Colombiaanse departement Caldas, vlak bij de plaatsen Neira en Aranzazu. De stratovulkaan is 3858 meter hoog en ligt aan de noordkant van de Ruiz-Tolima vulkanische keten, ten noordwesten van de Cerro Bravo. Aan de noordwestzijde van de andesitisch-dacitische vulkaan bevinden zich puimsteen-afzettingen tussen twee bodemlagen die gedateerd zijn op ongeveer 8460 en 7340 jaar oud.